# Chodziuki
Chodziuki (biał. Хадзюкі, Chadziuki; ros. Ходюки, Chodiuki) – wieś na Białorusi, w obwodzie grodzieńskim, w rejonie lidzkim, w sielsowiecie Chodorowce.
Współcześnie w skład wsi wchodzi także dawny folwark Czyżowszczyzna.
Znajduje się tu przystanek kolejowy Porzeczany, położony na linii Lida – Mosty.

## Historia
W XIX i w początkach XX w. położone były w Rosji, w guberni wileńskiej, w powiecie lidzkim, w gminie Tarnowszczyzna.
W dwudziestoleciu międzywojennym leżały w Polsce, w województwie nowogródzkim, w powiecie lidzkim, w gminie Tarnowo/Białohruda. W 1921 wieś Chodziuki liczyła 313 mieszkańców, zamieszkałych w 54 budynkach, w tym 311 Polaków i 2 Białorusinów. 311 mieszkańców było wyznania rzymskokatolickiego i 2 prawosławnego. Folwark Czyżowszczyzna liczył zaś 26 mieszkańców, zamieszkałych w 2 budynkach, wyłącznie Polaków wyznania rzymskokatolickiego.
Po II wojnie światowej w granicach Związku Sowieckiego. Od 1991 w niepodległej Białorusi.